# Pallas' roodmus
De Pallas' roodmus (Carpodacus roseus) is een zangvogel uit de familie Fringillidae (Vinkachtigen).

## Verspreiding en leefgebied
Deze soort komt voor in het oosten van Azië en telt 2 ondersoorten:
- Carpodacus roseus roseus: noordoostelijk Kazachstan en centraal en oostelijk Siberië.
- Carpodacus roseus portenkoi: het eiland Sachalin.